# Paul van Loon
Paul van Loon(Geleen, 17 de abril de 1955) es un escritor neerlandés de literatura infantil y juvenil, conocido en el mundo hispanohablante sobre todo por la colección Jacobo Lobo. La mayor parte de su obra está consagrada a un estilo muy personal en el que combina el terror con grandes dosis de humor.

## Títulos publicados en español
- Fucsia la mini bruja (Foeksia de Miniheks), 1989
- Agarrar la luna (Maantjelief), 1993
- Fucsia la mini bruja (Foeksia de Miniheks), 1989
- Sam, la superdetective (Schildpad ontvoerd), 1996

### Colección Jacobo Lobo
- Cumpleaños lobuno (Dolfje Weerwolfje), 2010
- Luna llena (Volle maan), 2010
- Diente de plata (Zilvertand), 2010
- El bosque de los Lobos (Weerwolvenbos), 2010
- El trío feroz (Boze drieling), 2011
- Secretos lobunos (Weerwolfgeheimen), 2011
- Un lobo en la Leonera (Een weerwolf in de Leeuwenkuil), 2012
- Banda de Lobos
- Superlobo

## Premios
El 23 de febrero de 2008 fue condecorado con la Orden de Orange-Nassau de los Países Bajos por su contribución a la cultura. Ha publicado más de cien libros en su país natal y goza de gran reconocimiento popular.
En junio de 2009 obtuvo por décima vez el premio del Jurado Infantil de los Países Bajos.